# Монтерлан, Анри де
Анри де Монтерлан (фр. Henry Marie Joseph Frédéric Expedite Millon de Montherlant; 20 апреля 1895, Париж — 21 сентября 1972, там же) — французский писатель.

## Биография
По материнской линии принадлежал к аристократическому роду. С детства был страстным книгочеем, открыв для себя Плутарха, Ницше и Д'Аннунцио. В 1916 году был призван в армию, не участвовал в военных действиях, но получил ранение.
После войны увлекся спортом (в первую очередь, футболом), корридой. Опубликовал ряд романов (трилогия Юность Альбана де Брикуля, 1922—1969; Холостяки, 1934; тетралогия Девушки, 1936—1939) и книг эссеистики (Олимпийцы, 1924).
В 1940-е годы обратился к драматургии на исторические и мифологические темы (Мёртвая королева, 1942; Пасифая, 1949; Пор-Рояль, 1954, Кардинал Испании, 1960). Был избран во Французскую Академию (1960). Скрывал свои гомосексуальные склонности — соответствующие пассажи в его прозе были опубликованы лишь в посмертных изданиях. Ослепнув в результате несчастного случая, покончил с собой — принял цианистый калий и застрелился.
Ряд его произведений были экранизированы (среди других «Мёртвая королева» Пьера Бутрона — Франция, 2009); по его пьесе снял свой короткометражный фильм Прелюдия (2006) Франсуа Озон.

## Публикации на русском языке
- Холостяки. М.: Гослитиздат, 1936.
- Гюисманс К.-Ш. Наоборот; Монтерлан А. де. Девушки. М.: Объединение «Всесоюзный молодёжный книжный центр», 1990. — 267 с.
- Парижские очерки; Espana sagrada; Девушки. М.: Молодая гвардия, 1993.
- Благородный демон. СПб.: ИНАПРЕСС, 2000.
- Дневники 1930—1944 / Пер. О. Волчек; предисл. С. Фокина. СПб.: Владимир Даль, 2002.
- Мертвая королева. Магистр ордена Сантьяго. Пор-Рояль. Гражданская война. Заметки о театре. СПб.: Гиперион, 2003. — (Французская библиотека).
- У фонтанов желания / Пер. Н.Кулиш. М.: Б. С.Г.-Пресс, 2006.